# Ángel Bartra Gonzales
Ángel Miguel Bartra Gonzales (Lambayeque, 12 de mayo de 1939-Chiclayo, 4 de marzo de 2021) fue un odontólogo y político peruano. Fue congresista de la república durante 2 periodos y diputado por Lambayeque desde 1990 hasta su disolución en 1992. También ejerció como alcalde del distrito de Monsefú desde enero de 1967 hasta diciembre de 1969.

## Biografía
Nació en el departamento de Lambayeque, el 12 de mayo de 1939. Era casado con Rosima Grosso Andonayre y tuvo 2 hijos.
Estudió la carrera de Odontología en la Universidad Nacional Mayor de San Marcos.
Ha ocupado los cargos de Jefe Departamental de Cooperación Popular y Vicepresidente de la Corporación de Desarrollo de Lambayeque.

## Carrera política
Bartra se inició en la política como militante del partido Acción Popular liderado por el expresidente Fernando Belaúnde Terry.

### Alcalde de Monsefú
Su primera participación electoral fue cuando postuló a la alcaldía del distrito de Monsefú por la coalición Acción Popular - Democracia Cristiana y resultó elegido alcalde ejerciendo el cargo desde enero de 1967 hasta diciembre de 1969.
En su gestión como alcalde realizó el servicio de agua potable en el año 1967 y el de desagüe con ayuda de las Madres Canadienses en 1972, la infraestructura fue apoyada por el primer gobierno del Fernando Belaúnde Terry. 
Entre las distinciones que ha recibido destaca el Premio Nacional 'Palana de Plata', entregado por el gobierno del expresidente Belaúnde en mérito a trabajos realizados por el Sistema Nacional de Cooperación Popular.
Ha sido subprefecto de la provincia de Chiclayo en 1981.
Intentó ser diputado en 1980 y en 1985 sin lograr tener éxito y de igual manera en su candidatura a la alcaldía de Chiclayo.

### Diputado por Lambayeque
En las elecciones parlamentarias de 1990, Bartra logró ser elegido como diputado en representación de Lambayeque por el Frente Democrático para el periodo parlamentario 1990-1995.
Estuvo ejerciendo sus labores hasta que fue disuelto el 5 de abril de 1992 por el autogolpe de estado decretado por el presidente Alberto Fujimori.

### Congresista de la República
Para las elecciones parlamentarias de 1995, postuló nuevamente al Congreso de la República por Acción Popular y resultó elegido para el periodo 1995-2000 con 5,991 votos.
Al culminar su gestión, Bartra postuló a la reelección en las elecciones parlamentarias del 2000 como invitado de la alianza fujimorista Perú 2000 que buscaba también la reelección de Alberto Fujimori a la presidencia de la república para un tercer gobierno. Culminando los procesos, Bartra fue reelecto con 22,831 para un segundo mandato parlamentario.
Su cargo tuvo que ser recortado hasta julio del 2001, debido a la renuncia de Alberto Fujimori a la presidencia de la república mediante un fax desde Japón por la difusión de los Vladivideos y luego la asunción presidencial de Valentín Paniagua donde se convocaron a elecciones generales.
Bartra se mantuvo afiliado al partido Adelante fundado por Rafael Belaúnde Aubry, desde 2005 hasta el 2012.

## Fallecimiento
El 4 de marzo del 2021, Ángel Bartra falleció en la ciudad de Chiclayo a los 81 años víctima de la COVID-19.